# Piketberg
Piketberg is een Zuid-Afrikaans stadje in de West-Kaap. De naam werd vroeger "Piquetberg" gespeld. De stad werd in 1836 gesticht en had in 2011 ongeveer 12.000 inwoners. De stad maakt deel uit van de gemeente Bergrivier.
De stad ligt aan de voet van de Piketbergen, een heuvelrij van de "Tafelberg Sandstone". De vallei is geschikt voor het verbouwen van graan, terwijl het gebied op de top van de bergen dat koeler is, maar vorstvrij, gebruikt wordt voor fruitbouw en rooibos. Piketberg heeft een grote Nederlands Gereformeerde kerk van architect Carl Otto Hager in zijn typische neogotische stijl. Vóór de Europeanen aankwamen was de streek bewoond door de Khoikhoi en de San.

## Subplaatsen
Het nationaal instituut voor de statistiek, Stats SA, deelt sinds de census 2011 deze hoofdplaats in in zogenaamde subplaatsen (sub place), c.q. slechts één subplaats:
Piketberg SP.